# Regioni della Somalia

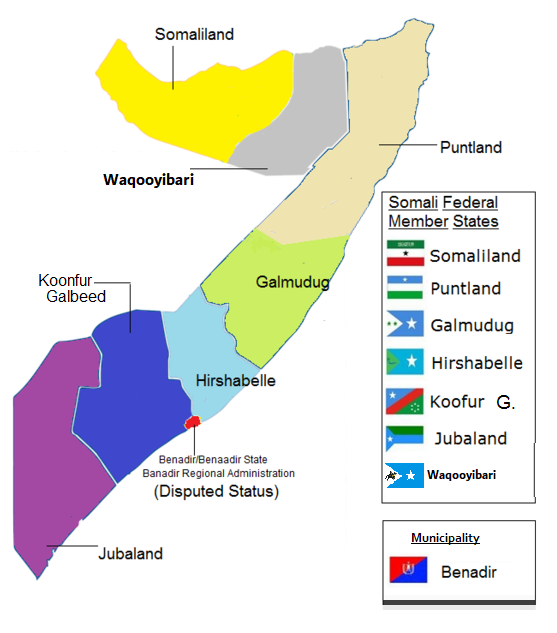
Stati federali della Somalia

La Somalia  è una repubblica federale suddivisa in cinque Stati federati, 18 regioni amministrative e 90 distretti.

## Stati federati
La Repubblica federale è costituita da cinque stati federati, che costituiscono la suddivisione territoriale di primo livello del Paese, prevista dalla Costituzione del 2012 e attiva dal 2016:
- Puntland
- Galmudugh
- Hirshabelle
- Somalia sud-occidentale
- Oltregiuba

mentre lo Stato del Somaliland non aderisce alla federazione ma rivendica l'indipendenza, non riconosciuta dalla Somalia.

## Regioni amministrative

Regioni amministrative della Somalia

Sono ancora attive le 18 regioni amministrative (in lingua somala gobol, plurale gobollada) istituite nel 1984, a loro volta suddivise in 90 distretti. 
| Localizzazione | Stato federale          | Regione       | Capoluogo   | Popolazione (2014) | Superficie (km²) |
| -------------- | ----------------------- | ------------- | ----------- | ------------------ | ---------------- |
|                | Somaliland              | Adal          | Borama      | 673 263            |                  |
|                | Somaliland              | Nordovest     | Hargheisa   | 1 242 003          | 45 000           |
|                | Somaliland              | Tug Dair      | Burao       | 721 363            | 41 000           |
|                | Khatumo                 | Sool          | Las Anod    | 327 428            |                  |
|                | Khatumo                 | Sanag         | Erigavo     | 544 123            | 54 000           |
|                | Puntland                | Bari          | Bosaso      | 719 512            | 70 000           |
|                | Puntland                | Nogal         | Garoe       | 392 698            | 50 000           |
|                | Galmudugh               | Mudugh        | Gallacaio   | 717 863            | 70 000           |
|                | Galmudugh               | Galgudud      | Dusa Mareb  | 569 434            | 43 000           |
|                | Hirshabelle             | Hiran         | Belet Uen   | 520 685            | 34 000           |
|                | Hirshabelle             | Medio Scebeli | Giohar      | 516 036            | 22 000           |
|                | Somalia sud-occidentale | Bakool        | Oddur       | 367 226            | 27 000           |
|                | Somalia sud-occidentale | Basso Scebeli | Merca       | 1 202 219          | 25 000           |
|                | Somalia sud-occidentale | Bai           | Baidoa      | 792 182            | 39 000           |
|                | Mogadiscio              | Benadir       | Mogadiscio  | 1 650 227          | 1 657            |
|                | Oltregiuba              | Ghedo         | Garba Harre | 508 405            | 32 000           |
|                | Oltregiuba              | Medio Giuba   | Bu'aale     | 362 921            | 23 000           |
|                | Oltregiuba              | Basso Giuba   | Chisimaio   | 489 307            | 61 000           |